# Kristianstads DFF
O Kristianstads DFF ( PRONÚNCIA) é um clube de futebol feminino, sediado em Kristianstad, na Suécia.

Disputa os seus jogos em casa no estádio  Kristianstads Fotbollsarena, com capacidade para 6 000 pessoas.

Foi fundado em 1998.

Atualmente (2023) disputa o Campeonato Sueco de Futebol Feminino (Damallsvenskan), a primeira divisão de futebol feminino da Suécia.                                

## História
Foi fundado em 1998 
na cidade de Kristianstad, Suécia, 
com o nome de
Kristianstad/Wä DFF,
tendo adotado o nome atual
em 2006.